# Verfassungsorgan
Verfassungsorgan (auch Oberstes Verfassungsorgan und bei Bundesstaaten auf Bundesebene Oberstes Bundesorgan) wird u. a. im deutschen Verfassungsrecht ein Staatsorgan bezeichnet, dessen Rechte und Pflichten in der Staatsverfassung festgeschrieben sind und das überdies an der Gesamtwillensbildung des Staates mitwirkt. Vom Verfassungsorgan zu unterscheiden ist die Person, die in ihm tätig wird (Organwalter).

## Verfassungsorgane des Bundes

Emblem des Bundesadlers als Staatssymbol der deutschen Bundesorgane

Die fünf ständigen Verfassungsorgane auf Bundesebene sind:
1. der Deutsche Bundestag (Abschnitt III des Grundgesetzes, Art. 38–48)
2. der Bundesrat (Abschnitt IV des Grundgesetzes, Art. 50–53)
3. der Bundespräsident (Abschnitt V des Grundgesetzes, Art. 54–61)
4. die Bundesregierung (Abschnitt VI des Grundgesetzes, Art. 62–69)
5. das Bundesverfassungsgericht (Art. 92–94, 99 f. des Grundgesetzes)

Die sogenannten nichtständigen, d. h. nicht zentralen Verfassungsorgane des Bundes sind:
1. der Gemeinsame Ausschuss (Abschnitt IVa des Grundgesetzes, Art. 53a)
2. die Bundesversammlung (Art. 54 des Grundgesetzes)

Der Bundeskanzler – und gleiches gilt für die einzelnen Bundesminister (wie etwa den der Verteidigung, durch Art. 65a GG mit eigenen Rechten ausgestattet) – ist zwar nicht selbst ein oberstes Bundesorgan, hat als Regierungschef aber eine herausragende Stellung innerhalb der Bundesregierung und ist ihr einziges Mitglied, welches auf Vorschlag des Bundespräsidenten vom Bundestag gewählt wird. Er hat originär (ohne Ableitung von der Bundesregierung als Kollegium) insbesondere die Schlüsselkompetenzen nach Art. 64 Abs. 1 (Vorschlag der Ernennung und Entlassung der Bundesminister), Art. 65 S. 1 (Richtlinienkompetenz) und Art. 68 (Vorschlag der Auflösung des Bundestages) GG inne.
In der Parteienstaatslehre nach Leibholz sind auch die politischen Parteien Verfassungsorgane, soweit ihre Rechte aus Art. 21 Abs. 1 Grundgesetz reichen. Dieser Auffassung folgte das Bundesverfassungsgericht anfangs (vgl. BVerfGE 1, 208 [223 ff.], zuletzt 12, 267 [280]). Seit der Entscheidung BVerfGE 20, 1 (9, 29) jedoch werden Parteien lediglich als „im Rang einer verfassungsrechtlichen Institution“ stehend bezeichnet, im Prozess vor dem Bundesverfassungsgericht aber immer noch sehr ähnlich den Verfassungsorganen behandelt. In der frühen rechtswissenschaftlichen Literatur wurde die Einordnung als Verfassungsorgan zum Teil noch heftig kritisiert.
Die Verfassungsorganeigenschaft des Bundesrechnungshofs ist umstritten, gleichwohl er wegen seiner Mittlerfunktion zwischen Bundestag, Bundesrat und Bundesregierung – und damit parteifähig im Organstreitverfahren – zu den obersten Bundesorganen gezählt werden kann (Art. 114 Abs. 2 GG).
Ausdrücklich keine Organstellung i. S. d. Art. 94 Abs. 1 Nr. 1 GG besitzt das Gebietsvolk, auch wenn das Volk in der Präambel sowie in den Artikeln 20 Abs. 2, 29 Abs. 1, 38 und 146 GG genannt ist.

## Verfassungsorgane der Länder
Verfassungsorgane auf Landesebene sind
1. das Landesparlament,
2. die Landesregierung und
3. das Landesverfassungsgericht.

Je nach vertretener Ansicht tritt ggf. noch der jeweilige Landesrechnungshof hinzu.

## Vorrechte und Privilegien
Die Verfassungsorgane verfügen über gewisse Vorrechte und Privilegien.
- Die Verfassungsorgane sowie Teile der Organe sind im Organstreitverfahren nach Art. 94 Abs. 1 Nr. 1 des Grundgesetzes parteifähig.
- Im Bundeshaushalt verfügen sie über einen eigenen Einzelplan und sind nicht etwa aus dem Einzelplan eines Bundesministeriums zu bewirtschaften (für das Bundesverfassungsgericht erst durch die Status-Denkschrift vom 27. Juni 1952 durchgesetzt).
- Sie verfügen über Satzungsautonomie zur Regelung ihrer eigenen, inneren Angelegenheiten; die Verfassungsorgane haben sich kraft dieser Satzungsautonomie Geschäftsordnungen gegeben, die Organsatzungen darstellen.
- Ihnen steht das Hausrecht im Bereich ihrer Gebäude zu. Für den Bundestag bestimmt Art. 40 Abs. 2 GG auch, dass dem Bundestag die Polizeigewalt im Reichstagsgebäude zusteht. Sie wird durch den Bundestagspräsidenten ausgeübt, der eine eigene Polizei beim Deutschen Bundestag eingerichtet hat.
- Die Fuhrparks der Verfassungsorgane des Bundes werden dem Kfz-Kennzeichenkreis für Bundesbehörden „BD“ zugeordnet.
- Der Schutz von Mitgliedern der Verfassungsorgane des Bundes obliegt der Sicherungsgruppe des Bundeskriminalamts (§ 6 des Bundeskriminalamtgesetzes).

## Verhältnis der Verfassungsorgane untereinander, Verfassungsorgantreue
Die Existenz verschiedener Verfassungsorgane und die klare Abgrenzung ihrer Kompetenzen ist ein Ergebnis der Gewaltenteilung (Art. 20 Abs. 3 GG). Erstrebt wird ein System ausgewogener checks and balances.
Die Verfassungsorgane sind untereinander zu einem Treu und Glauben entsprechenden Verhalten verpflichtet. Dieser Grundsatz der Verfassungsorgantreue wurde vom Bundesverfassungsgericht nach dem Prinzip des bundesfreundlichen Verhaltens entwickelt. Er vermag aber keine eigenen Rechte und Pflichten zu begründen, sondern wirkt nur kompetenzmoderierend, d. h., er gestaltet lediglich den Inhalt bereits bestehender Rechtsverhältnisse in die eine oder andere Richtung aus.